# 阳春排瑶语
阳春排瑶语（Yangchun Pai Yao）是中国广东阳春一带一种已灭绝的勉语，它在勉语中尚未分类，可能是藻敏语的一个姊妹支系。

## 文档
1996年《阳春县志》中收录了十几个阳春排瑶语的汉字词。据该志记载，20世纪90年代仍有13个说阳春排瑶语的人。Hsiu (2023)报告称，阳春排瑶语已于2019年绝迹，只有一位年长的记忆者能提供几十个词汇。